# Нил, Герберт Винсент
Герберт Винсент Нил (3 апреля 1869, Льюистон, Мэн, США — 21 февраля 1940, Техас, США) — американский зоолог и преподаватель.

## Биография
В 1890 году закончил Бэйтс колледж, в котором изучал историю и классическую филологию, получив степень бакалавра, и начал преподавать латинский язык и историю в Сент-Паульской школе в Нью-Йорке. В 1892 году, однако, поступил в Гарвардский университет изучать биологию; в 1893 году получил там степень бакалавра искусств, в 1894 году магистра искусств, а в 1896 году — степень доктора философии в области биологии.
С 1896 по 1897 год занимался научной работой в Мюнхене, Германская империя. Вернувшись на родину, стал профессором биологии в Ноксском колледже в Гейлсберге, штат Иллинойс, где работал на протяжении 13 лет, после чего стал профессором зоологии в колледже Тафтса, где работал до июня 1939 года, когда вышел в отставку.
Научные исследования Нила были посвящены общим вопросам анатомии и систематики позвоночных животных. Наиболее известные работы: The Morphology Of The Eye Muscle Nerves (1909) и Neuromeres and metameres (1919).